# ERAL1
ERAL1 (англ. Era like 12S mitochondrial rRNA chaperone 1) – білок, який кодується однойменним геном, розташованим у людей на довгому плечі 17-ї хромосоми. Довжина поліпептидного ланцюга білка становить 437 амінокислот, а молекулярна маса — 48 350.
| 10         |  | 20         |  | 30         |  | 40         |  | 50         |
| ---------- |  | ---------- |  | ---------- |  | ---------- |  | ---------- |
| MAAPSWRGAR |  | LVQSVLRVWQ |  | VGPHVARERV |  | IPFSSLLGFQ |  | RRCVSCVAGS |
| AFSGPRLASA |  | SRSNGQGSAL |  | DHFLGFSQPD |  | SSVTPCVPAV |  | SMNRDEQDVL |
| LVHHPDMPEN |  | SRVLRVVLLG |  | APNAGKSTLS |  | NQLLGRKVFP |  | VSRKVHTTRC |
| QALGVITEKE |  | TQVILLDTPG |  | IISPGKQKRH |  | HLELSLLEDP |  | WKSMESADLV |
| VVLVDVSDKW |  | TRNQLSPQLL |  | RCLTKYSQIP |  | SVLVMNKVDC |  | LKQKSVLLEL |
| TAALTEGVVN |  | GKKLKMRQAF |  | HSHPGTHCPS |  | PAVKDPNTQS |  | VGNPQRIGWP |
| HFKEIFMLSA |  | LSQEDVKTLK |  | QYLLTQAQPG |  | PWEYHSAVLT |  | SQTPEEICAN |
| IIREKLLEHL |  | PQEVPYNVQQ |  | KTAVWEEGPG |  | GELVIQQKLL |  | VPKESYVKLL |
| IGPKGHVISQ |  | IAQEAGHDLM |  | DIFLCDVDIR |  | LSVKLLK    |  |            |

A: Аланін

C: Цистеїн

D: Аспарагінова кислота

E: Глутамінова кислота

F: Фенілаланін

G: Гліцин

H: Гістидин

I: Ізолейцин

K: Лізин

L: Лейцин

M: Метіонін

N: Аспарагін

P: Пролін

Q: Глутамін

R: Аргінін

S: Серин

T: Треонін

V: Валін

W: Триптофан

Кодований геном білок за функцією належить до фосфопротеїнів. 
Задіяний у таких біологічних процесах, як біогенез рибосом, альтернативний сплайсинг. 
Білок має сайт для зв'язування з нуклеотидами, ГТФ, РНК, рРНК. 
Локалізований у мембрані, мітохондрії, внутрішній мембрані мітохондрії.